# 名古屋友豊

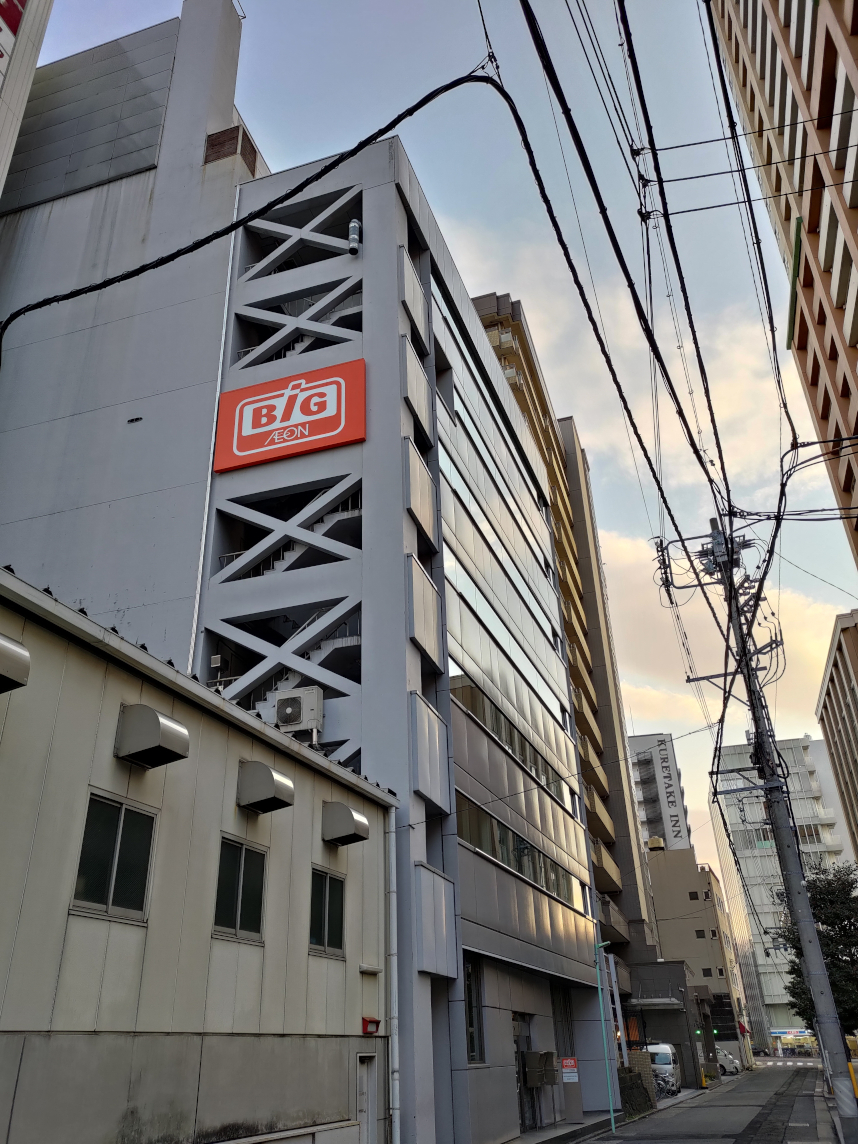
名古屋友豊株式会社第二友豊ビル

名古屋友豊株式会社（なごやゆうほう）は、土地賃貸業などを手がける日本の企業。
ATグループと資本関係にあり、同社社長の山口真史が代表取締役社長を務める。

## 概要
愛知トヨタ自動車の関連会社として設立され、当初は同社創業者の山口昇が社長を務めていた。現在はATグループの株式の8％を保有する大量保有者となっている。
また、日本中央競馬会（JRA）の場外馬券売場であるウインズ名古屋の管理者となっているほか、同会に「名古屋友豊株式会社」として登録する馬主としても活動している。勝負服の柄は桃、緑鋸歯形、冠名は特に用いない。

## 主な所有馬

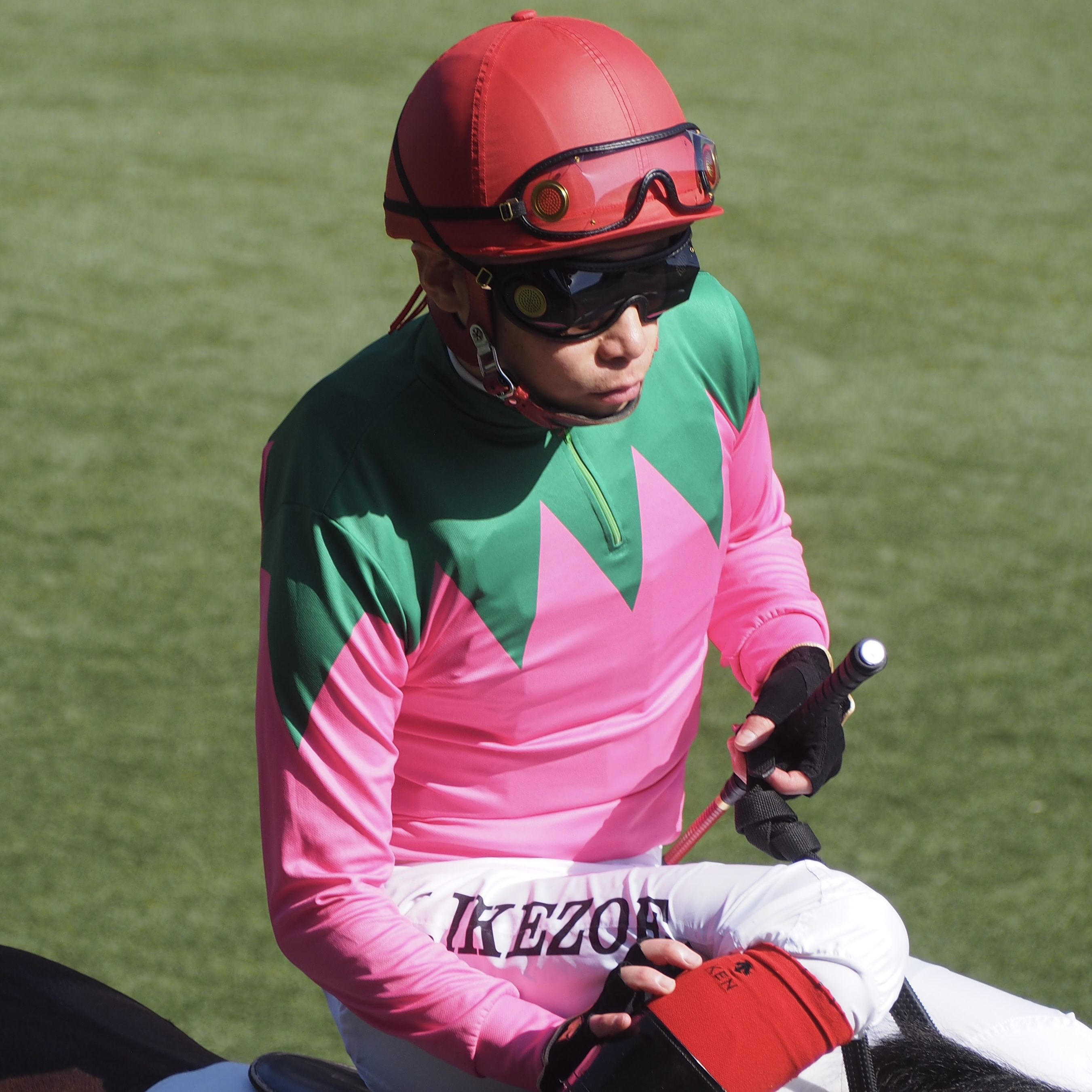
名古屋友豊の勝負服を着用した池添謙一

### 重賞競走優勝馬
- クラウンエクシード（1987年ウインターステークス）
- サウンドバリヤー（1995年愛知杯）
- リトルオードリー（1996年報知杯4歳牝馬特別）
- ジョイフルハート（2008年北海道スプリントカップ）
- プラダリア（2022年青葉賞、2023年京都大賞典、2024年京都記念）